# Figlie di Maria Immacolata (Agen)
Le Figlie di Maria Immacolata di Agen, dette Marianiste (sigla F.M.I.), sono un istituto religioso femminile di diritto pontificio.

## Storia
La congregazione, ramo femminile della Società di Maria istituita da Guillaume-Joseph Chaminade (1761-1850), venne fondata ad Agen il 25 maggio 1816 da Adèle de Batz de Trenquelléon (1789–1828) assieme a cinque compagne.
Dedite inizialmente alla catechesi e ai ritiri spirituali, nel 1824 aprirono un collegio a Condom e nel 1826 uno ad Arbois, estendendo il loro apostolato all'istruzione della gioventù.
Il 12 aprile 1839 papa Gregorio XVI, con il medesimo decreto, concesse il riconoscimento pontificio sia alle suore che ai padri marianisti; le religiose vennero approvate da papa Pio IX il 12 maggio 1869.

## Attività e diffusione
Le marianiste si dedicano all'istruzione e all'educazione cristiana della gioventù.
La congregazione è presente in Europa (Francia, Italia, Spagna) in Africa (Costa d'Avorio, Malawi, Togo), in Asia (Corea del Sud, Giappone, India, Vietnam), nelle Americhe (Argentina, Brasile, Cile, Colombia, Ecuador, Stati Uniti d'America); la sede generalizia è a Roma.
Alla fine del 2015 la congregazione contava 354 religiose in 53 case.